# Transporte en Puerto Rico

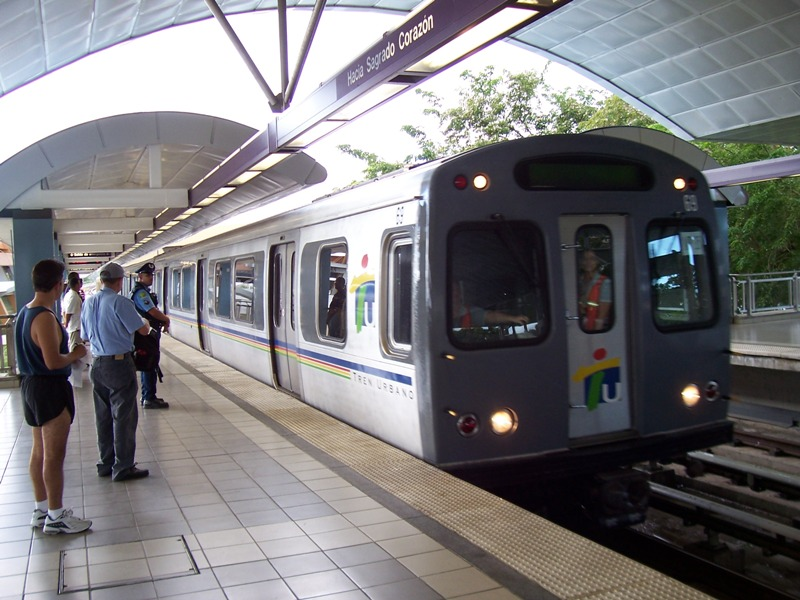
Tren Urbano, Estación Deportivo en Bayamón, Puerto Rico.

21 aeropuertos, tres con vuelos internacionales. Prinair era la línea aérea nacional. Eastern Airlines hacía del aeropuerto de San Juan uno de sus centros de operaciones, aunque posteriormente ha pasado a ocurrir esto con American Airlines.
Puerto Rico contó con un sistema de ferrocarril en el siglo XIX. Desde finales del siglo XX sólo hay un tren que funciona, y se trata de una atracción turística en Bayamón. Para el 2003, hay planes de inaugurar un nuevo sistema ferroviario a través de la zona metropolitana que componen San Juan, Guaynabo, Bayamon y Carolina.